# Північно-Західний регіон (Мальта)
Північно-Західний регіон (мальт. Malta Majjistral) — колишній регіон Мальти, що існував в період 1993—2009 років. Знаходиться на острові Мальта, та межував зі Східним регіоном Мальти. Названий на честь вітру містраль (мальт. Majjistral).
Регіон був створений Законом про місцеві ради від 30 червня 1993 року і був включений до конституції в 2001 році. Скасований законом № XVI від 2009 року, що поділило регіон на північний та центральний, невелика частина відійшла також новостворенному південному регіону.